# Stelletta
Stelletta är ett släkte av svampdjur. Stelletta ingår i familjen Ancorinidae.

## Dottertaxa tillStelletta, i alfabetisk ordning[1][2]
- Stelletta aeruginosa
- Stelletta agglutinans
- Stelletta agulhana
- Stelletta anancora
- Stelletta anasteria
- Stelletta arenaria
- Stelletta aruensis
- Stelletta aspera
- Stelletta atrophia
- Stelletta beae
- Stelletta bocki
- Stelletta boglicii
- Stelletta brevidens
- Stelletta brevioxea
- Stelletta brevis
- Stelletta capensis
- Stelletta carolinensis
- Stelletta cavernosa
- Stelletta centroradiata
- Stelletta centrotyla
- Stelletta ceylonica
- Stelletta clarella
- Stelletta clavosa
- Stelletta colombiana
- Stelletta communis
- Stelletta conulosa
- Stelletta crassicula
- Stelletta crassispicula
- Stelletta crater
- Stelletta cyathoides
- Stelletta cylindrica
- Stelletta debilis
- Stelletta defensa
- Stelletta dendyi
- Stelletta dichoclada
- Stelletta digitifera
- Stelletta discolor
- Stelletta dorsigera
- Stelletta durissima
- Stelletta eduardoi
- Stelletta estrella
- Stelletta farcimen
- Stelletta fibrosa
- Stelletta fibulifera
- Stelletta freitasi
- Stelletta gigantea
- Stelletta gigas
- Stelletta globulariformis
- Stelletta grubii
- Stelletta grubioides
- Stelletta hajdui
- Stelletta herdmani
- Stelletta hispida
- Stelletta horrens
- Stelletta hyperoxea
- Stelletta incrustans
- Stelletta incrustata
- Stelletta individua
- Stelletta inermis
- Stelletta japonica
- Stelletta jonesi
- Stelletta kallitetilla
- Stelletta kundukensis
- Stelletta lactea
- Stelletta latiancora
- Stelletta lithodes
- Stelletta longicladus
- Stelletta mamilliformis
- Stelletta maori
- Stelletta mauritiana
- Stelletta maxima
- Stelletta mediterranea
- Stelletta misakiensis
- Stelletta morikawai
- Stelletta mortarium
- Stelletta moseleyi
- Stelletta naseana
- Stelletta normani
- Stelletta novaezealandiae
- Stelletta orientalis
- Stelletta orthotriaena
- Stelletta osculifera
- Stelletta ovalae
- Stelletta pachydermata
- Stelletta parva
- Stelletta parvispicula
- Stelletta paucistellata
- Stelletta phialimorpha
- Stelletta phrissens
- Stelletta pisum
- Stelletta plagioreducta
- Stelletta porosa
- Stelletta pudica
- Stelletta pulchra
- Stelletta pulvinata
- Stelletta pumex
- Stelletta purpurea
- Stelletta pygmaeorum
- Stelletta pyriformis
- Stelletta radicifera
- Stelletta retroclada
- Stelletta rhaphidiophora
- Stelletta ridleyi
- Stelletta ruetzleri
- Stelletta rugosa
- Stelletta sandalinum
- Stelletta siemensi
- Stelletta sigmatriaena
- Stelletta simplicissima
- Stelletta solida
- Stelletta solidissima
- Stelletta soteropolitana
- Stelletta sphaerica
- Stelletta sphaeroides
- Stelletta splendens
- Stelletta stellata
- Stelletta stellifera
- Stelletta subtilis
- Stelletta tenuispicula
- Stelletta teres
- Stelletta tethyopsis
- Stelletta tetrafurcata
- Stelletta toxiastra
- Stelletta trichotriaena
- Stelletta trisclera
- Stelletta tuba
- Stelletta tuberculata
- Stelletta tuberosa
- Stelletta tulearensis
- Stelletta vaceleti
- Stelletta validissima
- Stelletta variabilis
- Stelletta variohamata
- Stelletta ventricosa
- Stelletta vestigium
- Stelletta vosmaeri